# Montrose bruk

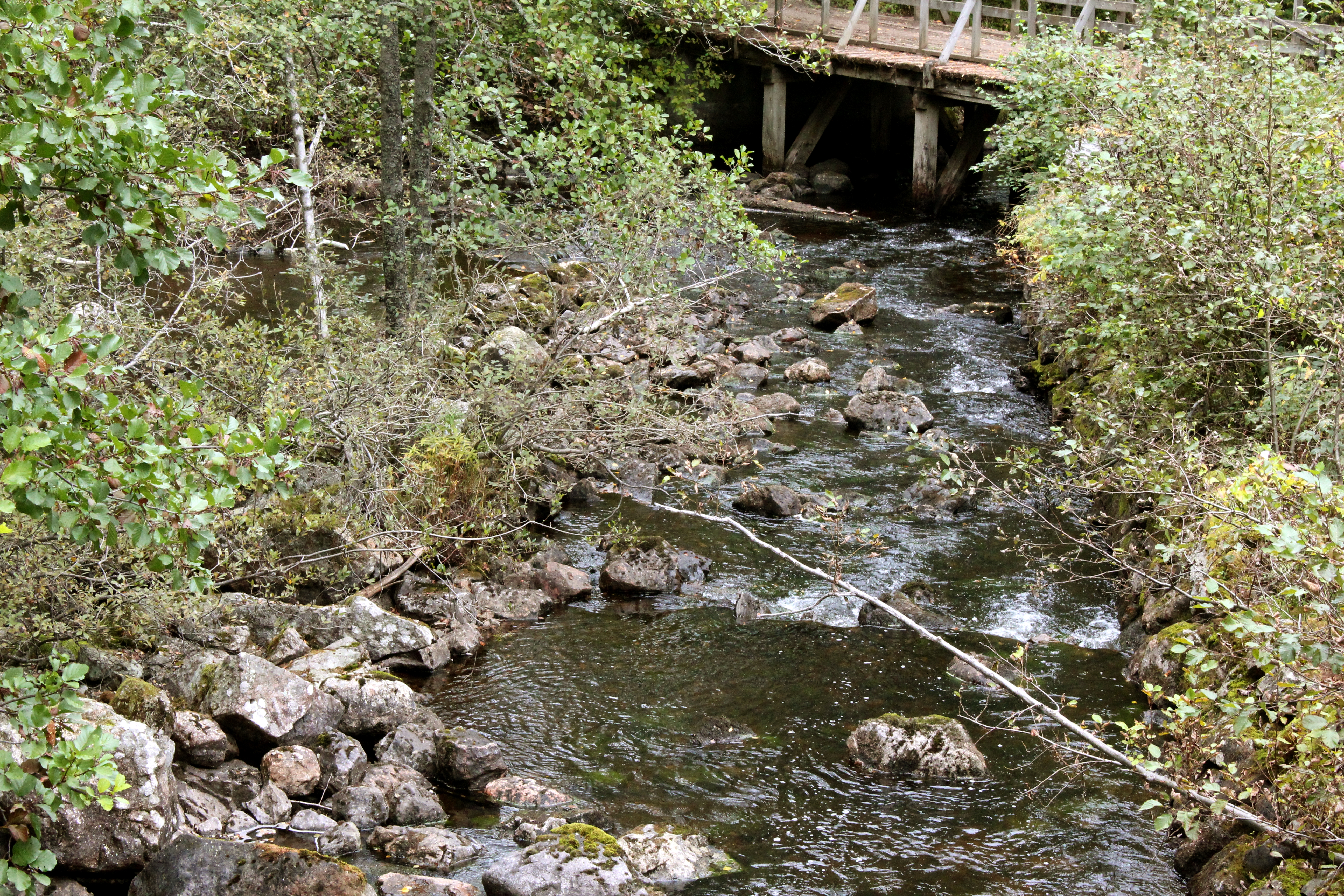
Delar av Montrose bruksruiner 2010

Montrose var ett bruksområde i Hofors kommun. Det anlades 1844 av Thore Petre med en tysksmedja med tre härdar och två hammare. Senare tillkom en blåsmaskin, och ett kolhus. En lancashiresmedja ersatte tysksmedjan 1853. Hammarna lades ned 1862 respektive 1871. 1885, när götvalsverket togs i drift i Hofors bruk, lades smedjorna ned och därmed hela Montrose bruk.
Idag ligger det en nedlagd kraftstation, några ruiner samt några bostäder inom området.